# Ken Miles

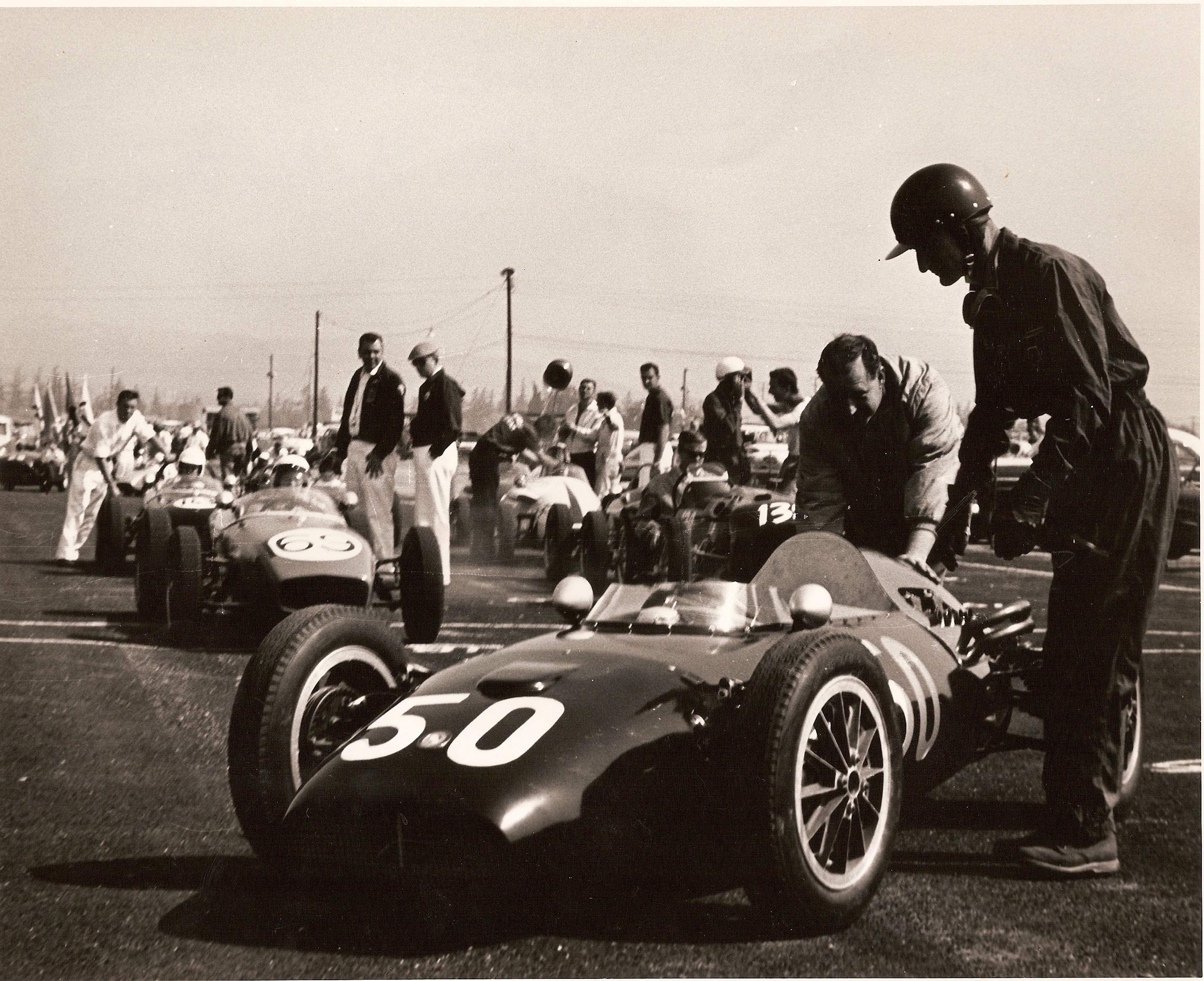
Ken Miles l'any 1961

 Ken Miles  fou un pilot de curses automobilístiques anglès que va arribar a disputar curses de Fórmula 1, tot i que fou més conegut per la seva trajectòria a les competicions estatunidenques.
Ken Miles va néixer l'1 de novembre del 1918 a Sutton Coldfield, Birmingham, Anglaterra i va morir el 17 d'agost de 1966 disputant una cursa al circuit de Riverside, a Riverside, Califòrnia, EUA.

## Honors
- Ha estat inclòs al Motorsports Hall of Fame of America l'any 2001.[1]

## A la F1
Va debutar a la vuitena cursa de la temporada 1961 (la dotzena temporada de la història) del campionat del món de la Fórmula 1, disputant el 8 d'octubre del 1961 el GP dels Estats Units al circuit de Watkins Glen.
Miles va participar en una única prova puntuable pel campionat de la F1, no aconseguint classificar-se per disputar la cursa i no assolint cap punt pel campionat del món de pilots.

## Resultats a la Fórmula 1
| Any  | Equip      | Xassís | Motor | 1   | 2   | 3   | 4   | 5   | 6   | 7   | 8       | Posició | Punts |
| ---- | ---------- | ------ | ----- | --- | --- | --- | --- | --- | --- | --- | ------- | ------- | ----- |
| 1961 | Monteverdi | MBM    | MBM   | MON | HOL | BEL | FRA | GBR | ALE | ITA | USA NVQ | -       | 0     |

### Resum
| Curses: | Victòries: | Pòdiums: | Poles: | Voltes ràpides: | Punts: |
| ------- | ---------- | -------- | ------ | --------------- | ------ |
| 1       | 0          | 0        | 0      | 0               | 0      |